# El barrendero
El barrendero es una película de comedia mexicana de 1981 dirigida por Miguel M. Delgado y protagonizada por Mario Moreno "Cantinflas", María Sorté, Úrsula Prats, Luz María Rico y Roxana Chávez. Esta fue la última película de Cantinflas, poniendo fin a una carrera que había durado desde 1936. Fue filmada en locaciones al aire libre primordialmente en la colonia Lomas de Chapultepec de la Ciudad de México. 

## Argumento
Napoleón Pérez García, conocido como "Don Napo" (Cantinflas), es un humilde y honesto barrendero público que limpia la suciedad mientras baila, canta y coquetea con una de las sirvientas de la colonia Lomas de Chapultepec de la Ciudad de México (Chabelita, Lupita, Panchita, Rosita y Chepina). Un día, Napoleón se convierte en el único testigo del robo de un valioso cuadro, ya que unos rateros, al verse perseguidos por la policía esconden el retrato en un bote de basura que Napoleón deberá recoger, a excepción de un bebé abandonado que anteriormente se había encontrado en el mismo lugar.
Una serie de líos empieza para Napoleón cuando es perseguido por los bandidos que intentan averiguar a toda costa dónde se encuentra el cuadro, obligándole a decir el paradero del mismo, pero ahí no terminan las peripecias, ya que al ser asesinado el usurero, las sospechas recaen sobre el propio Napoleón y se necesitará la ayuda de todos sus compañeros junto a las sirvientas para acabar con los malhechores y así finalmente mejorar la situación y probar su inocencia a cambio de un coche recolector de basura.

## Reparto
- Mario Moreno "Cantinflas" como Napoleón Pérez García «Don Napo», barrendero.
- María Sorté como Josefina «Chepina».
- Úrsula Prats como Guadalupe «Lupita».
- Roxana Chávez como Chabelita.
- Luz María Rico como Rosita.
- Evita Muñoz "Chachita" como Doña Pachita.
- Lina Michel como Criada francesa.
- Eduardo Alcaraz como Don Chafas, usurero
- Federico González como supervisor Molina.
- Antonio Zubiaga como ladrón flaco.
- Sara Guasch como Mujer rubia en fiesta.
- José Luis Avendaño como Mendoza.
- Alberto Catalá como Basurita.
- Alfredo Gutiérrez como Delegado de policía.
- Adalberto Arvizu como ladrón (como Alberto Arvizu).
- Mariela Flores
- Luz Elena Silva
- Gerardo del Castillo como Secretario general.
- Julio Monterde como invitado a fiesta (no acreditado).
- José Nájera como Padre de bebé abandonado (no acreditado).
- Elvia Pedroza como Doña Chumina, portera (no acreditado).
- Marcelo Villamil como invitado a fiesta (no acreditado).